# Walbach (herb szlachecki)
Walbach – polski herb szlachecki z nobilitacji.

## Opis herbu
Opis z wykorzystaniem zasad blazonowania, zaproponowanych przez Alfreda Znamierowskiego:
Na tarczy dzielonej w słup, w polu prawym, złotym, daniel czarny, wspięty, na pagórku zielonym;
W polu lewym, czerwonym, rzeka srebrna.
Klejnot: ogon pawi.
Labry: z prawej czarne, podbite złotem, z lewej czerwone, podbite srebrem.

## Najwcześniejsze wzmianki
Nadany 1 czerwca 1566 Melchiorowi Walbachowi.

## Herbowni
Tadeusz Gajl wymienia następujące rody herbownych uprawnionych do posługiwania się tym herbem:
Walbach (Wolbek, Wolbock).